# لورا فلسل-کولوویک
لورا فلسل-کولوویک (فرانسوی: Laura Flessel-Colovic‎؛ زادهٔ ۶ نوامبر ۱۹۷۱) شمشیرباز سیاست‌مدار اهل فرانسه است.
وی همچنین برندهٔ جوایزی همچون لژیون دونور (شوالیه) شده‌است.